# Indie na Letnich Igrzyskach Olimpijskich 1960
Indie na Letnich Igrzyskach Olimpijskich 1960 reprezentowało 45 zawodników (wszyscy mężczyźni). Reprezentanci Indii zdobyli 1 srebrny medal na tych igrzyskach.

## Zdobyte medale
| Medal  | Zawodnik | Dyscyplina sportowa |
| ------ | --- | ------------------- |
| Srebro | Joseph Anthony Antic, Leslie Claudius, Mohinder Lal, Shankar Lakshman, Victor Peter, Govind Sawant, Jaman Lal Sharma, Raghbir Singh Bhola, Charanjit Singh, Jaswant Singh, Joginder Singh, Prithipal Singh, Udham Singh | hokej na trawie     |